# Lösdrift (TV-serie)
Lösdrift var en svensk komediserie som sändes i Sveriges Television 1992.
Serien bestod av sketcher, både förinspelade och framförda inför studiopublik, och sändes i åtta avsnitt mellan 27 oktober och 15 december 1992. Medverkade gjorde Babben Larsson, Ronny Eriksson, Thomas Petersson, Adde Malmberg och Mona Seilitz.